# Flex (magazine)
Flex est un magazine américain de culturisme, publié par American Media.
Créé en 1983 par Joe Weider, et diffusé tout d'abord uniquement aux États-Unis, des versions étrangères (faites essentiellement de la version américaine avec des publicités locales) sont maintenant diffusées dans des pays tels que le Royaume-Uni et l'Australie. Le premier numéro est paru en avril 1983, avec Chris Dickerson en couverture. Flex est une publication annexe de Muscle & Fitness, plus portée sur le culturisme professionnel.